# Bureau national anticorruption d'Ukraine
Le Bureau national anticorruption d'Ukraine (en ukrainien : Національне Антикорупційне Бюро України, abrégé en NABU) est une agence chargée de lutter contre la corruption en Ukraine. Cette institution a des pouvoirs d'enquête et de préparation des poursuites, mais ne peut inculper les suspects.

## Historique
Le Bureau national anticorruption d'Ukraine est fondé en 2015, dans le sillage de la révolution de Maïdan, pour remplacer le Comité national de lutte contre la corruption (Національний антикорупційний комітет).